# 岡慎之助
岡 慎之助（おか しんのすけ、2003年〈平成15年〉10月31日 - ）は、日本の体操競技選手。
2019年に、15歳で世界ジュニア体操競技選手権で団体総合と個人総合で金メダルを獲得。2024年にはパリオリンピックに日本代表として出場し、団体総合と個人総合と鉄棒で金メダルを獲得し、平行棒で銅メダルを獲得した。

## 経歴
父親が読売ジャイアンツの阿部慎之助監督のファンであり、「スーパースターになってほしい」との理由で「慎之助」と名付けられた。
保育園児のころから逆上がりができ、4歳のころに、2004年アテネオリンピックで、後にコーチとなる米田功ら日本代表が男子団体金メダルを獲得した映像を見たことをきっかけに、周囲からの勧めもあり、「おかやまジュニア体操スクール」に入り、体操を始める。
早くから才覚を示し、中学生のころには高校生と一緒に練習をしており、中学3年生のときに全国中学校体操競技選手権大会において、個人総合と鉄棒で1位、ゆかで2位の結果を残した。
2019年、中学卒業後に一度は地元の強豪の関西高等学校に進学するも、競技に集中するために中退し、通信制高校である星槎国際高等学校に転校し、極めて異例ながら、社会人の強豪チームである徳洲会体操クラブに入部し、同年5月に、練習場の都合のために、神奈川県 鎌倉市に転居した。翌6月に、ハンガリーのジェールで開催された第1回世界ジュニア体操競技選手権（2019年世界ジュニア体操競技選手権）に出場し、団体総合と個人総合で金メダルを、種目別では、あん馬で銀メダルを、平行棒で銅メダルを獲得した。
2020年10月下旬に開催された全日本高等学校体操競技選抜鯖江大会では、個人総合3位、種目別ではあん馬3位、ゆか2位の結果を残した。2020年東京オリンピックの代表選考も兼ねた2021年4月の全日本選手権では、手首の痛みによる影響で予選敗退となり、東京オリンピックへの出場は叶わなかった。同年8月に行われた全国高等学校総合体育大会（北信越総体2021）では、個人総合3位、種目別ではあん馬3位、平行棒3位の結果を残した。
2022年の全日本選手権で、予選を3位で通過するも、4種目の跳馬の着地に失敗し、右足の前十字靭帯を断裂、全治8か月の大けがを負い、手術を受けた。一時はオリンピック出場も危ぶまれる状態だったが、手術からわずか2か月後には練習を再開した。けがの影響で跳躍系の練習ができなかったため、苦手だったつり輪を克服するため練習し、強化した。
2023年には、シンガポールで開催されたアジア体操競技選手権で、団体2位、個人総合1位、種目別では平行棒と鉄棒で2位の結果を残した。2024年4月に行われた全日本選手権で、個人総合2位、種目別では平行棒2位、ゆか3位の結果を残した。同年5月に行われたNHK杯で、個人総合で初優勝し、全日本選手権での得点と合算して、同年7月に開催されるパリオリンピックに日本代表として出場することが内定した。
2024年8月に開催された2024年パリオリンピックでは、橋本大輝・萱和磨・杉野正尭・谷川航とともに男子団体総合で金メダルを獲得し、個人総合と鉄棒でも金メダルを獲得した。さらに平行棒でも銅メダルを獲得した。日本選手による平行棒のメダルは、2004年アテネ五輪・冨田洋之の銀メダル以来、20年ぶりとなった。1大会3個の金メダルは1972年ミュンヘンオリンピックの加藤澤男以来52年ぶり、1大会4個のメダルは1984年ロサンゼルスオリンピックの具志堅幸司の5個（金2、銀1、銅2）以来40年ぶりの快挙となった。また平行棒の銅メダル獲得で日本のメダル数としては夏冬合わせて通算600個目。

## 受賞・受章歴
- 鎌倉市市民栄誉賞（2024年）[32]
- 岡山県県民栄誉賞（2024年）[33]
- 紫綬褒章（2024年）[34][35]
- 第37回小学館DIMEトレンド大賞2024 話題の人物賞（2024年）[36]
- 第64回岡山スポーツ賞（2025年）[37][38]